# Buttigieg (patronyme)
Pour les articles homonymes, voir Buttigieg.
Buttigieg (variante : Butigieg) est un patronyme maltais.

## Étymologie
L'origine phénico-punique du nom est Beit-Dgedg; Beit=maison, de gallinacés au pluriel=dgedge دَجَاجَ. Cela indique plus qu'un poulailler mais une ferme d'élevage de gallinacés.  
D'origine arabe, ce patronyme est à l'origine un surnom basé sur le mot maltais tiġieġ(a), « poule(t)s », (dérivé de l'arabe دَجَاجَة [dajāja]), précédé du mot arabe abu (أبو [ʾabū]), « père de », ici dans le sens de « propriétaire de » ; il désignait probablement un éleveur/vendeur de poule(t)s, un volailler.
La présence du nom de famille Buttigieg à Malte est attesté en 1419 sous les formes Butugegi, Butigegi, et en 1480 sous la forme Butigeg.

## Distribution du patronyme dans le monde
Selon le site Forebears, en 2014, il y avait dans le monde 5 493 personnes qui portaient ce nom, dont 2 311 à Malte (notamment à Gozo). En dehors de l'archipel maltais, le nom Buttigieg se rencontre essentiellement en Australie, au sein de la communauté maltaise (en). En France, il est généralement porté par les rapatriés d'Algérie (et leurs descendants) d'origine maltaise.
| Pays       | Nombre de personnes portant ce patronyme (2014) |
| ---------- | ----------------------------------------------- |
| Malte      | 2 311                                           |
| Australie  | 1 276                                           |
| Angleterre | 430                                             |
| France     | 429                                             |
| États-Unis | 310                                             |
| Canada     | 293                                             |
| Allemagne  | 202                                             |
| Grèce      | 98                                              |
| Gibraltar  | 62                                              |
| Suisse     | 27                                              |

## Personnalités portant ce patronyme
Buttigieg est un nom de famille  notamment porté par :

- Aidan Buttigieg (né en 1997), coureur cycliste maltais ;
- Anton Buttigieg (1912–1983), Président de Malte de 1976 à 1981 ;
- Helena Butigieg (née en 1997), carabin française ;
- John Buttigieg (né en 1963), joueur de football maltais ;
- Michael Franciscus Buttigieg (en) (1793–1866), prélat maltais, évêque de Gozo de 1864 à 1866 ;
- Pete Buttigieg (né en 1982), homme politique américain ;
- Ray Buttigieg (en) (né en 1955), poète et musicien maltais.